# 324
| [ Edytuj tabelę ] |                                                 |
| Król Aksum        | - 320 Ezana 360                                 |
| Król Armenii      | - 287 Tiridates III 330                         |
| Władca Guptów     | - 320 Ćandragupta I 330                         |
| Władca Korei      | - 300 Mich’ŏn 331                               |
| Papież            | - 314 Sylwester I 335                           |
| Król Persji       | - 309 Szapur II 379                             |
| Cesarz Rzymu      | - 306 Konstantyn Wielki 337 - 308 Licyniusz 324 |

Rok 324 / CCCXXIV
stulecia: III wiek ~
IV wiek ~
V wiek

lata: 314 «
319 «
320 «
321 «
322 «
323 «
324
» 325
» 326
» 327
» 328
» 329
» 334

## Wydarzenia
- 3 lipca – zwycięstwo Konstantyna nad Licyniuszem w bitwie pod Adrianopolem.
- lipiec – bitwa morska w Hellesponcie, zwolennicy Konstantyna rozbili zwolenników Licyniusza.
- 18 września – Konstantyn ponownie pokonał Licyniusza w bitwie pod Chryzopolis.
- 9 listopada – bazylika laterańska w Rzymie została poświęcona przez papieża Sylwestra.
- Konstantyn I Wielki założył Konstantynopol na miejscu greckiego miasta Bizancjum.
- Zakończyła się rzymska wojna domowa (312–324), Konstantyn jedynowładcą cesarstwa.

## Zmarli
- Guo Pu, chiński poeta (ur. 276).